# موريس أندريه
موريس أندريه (بالفرنسية: Maurice André )‏ (و. 1933 – 2012 م) هو بواق، ومعلم موسيقى، وأستاذ جامعي، من فرنسا، ولد في قسطانية، توفي في بايون، عن عمر يناهز 79 عاماً.

## التعليم
تعلم في المعهد الوطني العالي للموسيقى والرقص ‏.

## جوائز
حصل على جوائز منها:
- Geneva International Music Competition [الإنجليزية]‏ (1955)
- وسام جوقة الشرف من رتبة فارس.

## وصلات خارجية
- موريس أندريه على موقع IMDb (الإنجليزية)
- موريس أندريه على موقع الموسوعة البريطانية (الإنجليزية)
- موريس أندريه على موقع مونزينجر (الألمانية)
- موريس أندريه على موقع ميوزك برينز (الإنجليزية)
- موريس أندريه على موقع أول ميوزيك (الإنجليزية)
- موريس أندريه على موقع ديسكوغز (الإنجليزية)
- موريس أندريه على موقع قاعدة بيانات الفيلم (الإنجليزية)